# Nutarnji međurebreni mišići
Nutarnji međurebreni mišići (lat. musculi intercostales interni) su duboki prsni mišići. Inerviraju ih međurebreni živci. Mišić se nalazi između rebara, u prednje tri četvrtine međurebrenog prostora.

## Polazište i hvatište
Mišić polazi s donjeg ruba i donjeg dijela unutrašnje strane rebra, ide koso prema dolje i natrag, te se hvata na gornji rub donjeg rebra. Mišićne niti nutarnjih međurebrenih mišića križaju pod pravim kutom vanjske međurebrene mišiće.
Mišić polaze s 1. – 11. rebra i hvataju se za 2. – 11. rebro i pomažu u forsiranom izdisaju. 